# Wolne koło (samochód)

Zasada działania mechanizmu wolnego koła

Wolne koło – sprzęgło jednokierunkowe w skrzyni biegów samochodów napędzanych silnikami dwusuwowymi o smarowaniu mieszankowym.
Jego zadaniem jest odłączenie napędu w sytuacji, w której mogłoby dojść do hamowania silnikiem. Hamowanie silnikiem dwusuwowym jest związane z dopływem małej ilości mieszanki i tym samym zawartego w nim oleju - co mogłoby doprowadzić do jego uszkodzenia, z powodu niedostatecznego smarowania.
W samochodach Trabant wolne koło było włączone na stałe, ale tylko na czwartym biegu. W Syrenie i w Wartburgu wolne koło było na wszystkich biegach, ale istniała możliwość jego wyłączenia dźwignią znajdującą się pod kierownicą.